# Giovanni Paoli
Giovanni Paoli, noto anche come Juan Pablos (Salò, ca. 1500 – Città del Messico, 1560 o 1561), è stato un tipografo italiano, riconosciuto come il primo stampatore documentato nelle Americhe.
Originario della Lombardia, nella provincia di Brescia, stabilì la prima tipografia del continente a Città del Messico nel 1539, contribuendo in modo significativo alla diffusione della stampa nel Nuovo Mondo.

## Biografia

### Primi anni
Giovanni Paoli nacque intorno al 1500 forse a Salò, nella provincia di Brescia, allora parte dei territori italiani sotto influenza veneziana. Poco si sa della sua infanzia e formazione, ma alcune fonti suggeriscono che potrebbe aver ricevuto un’educazione nella tradizione tipografica italiana, forse influenzata dalla scuola di Aldo Manuzio, celebre stampatore veneziano. Non esistono prove definitive di questa connessione, ma la sua competenza nella stampa indica un addestramento qualificato.

### Trasferimento in Spagna e viaggio in Messico
Prima del 1536, Paoli si trasferì a Siviglia, in Spagna, dove lavorò come compositore o assistente nella rinomata officina tipografica di Juan Cromberger, un editore tedesco stabilitosi in Andalusia. Nel 1536, Cromberger ricevette l’incarico di introdurre la stampa nella Nuova Spagna (l’attuale Messico) e scelse Paoli per gestire il progetto. Il 12 giugno 1539, Paoli salpò da Siviglia con una pressa tipografica, materiali e la moglie Gerónima Gutiérrez, arrivando a Città del Messico nell’ottobre dello stesso anno.

### La prima tipografia nelle Americhe

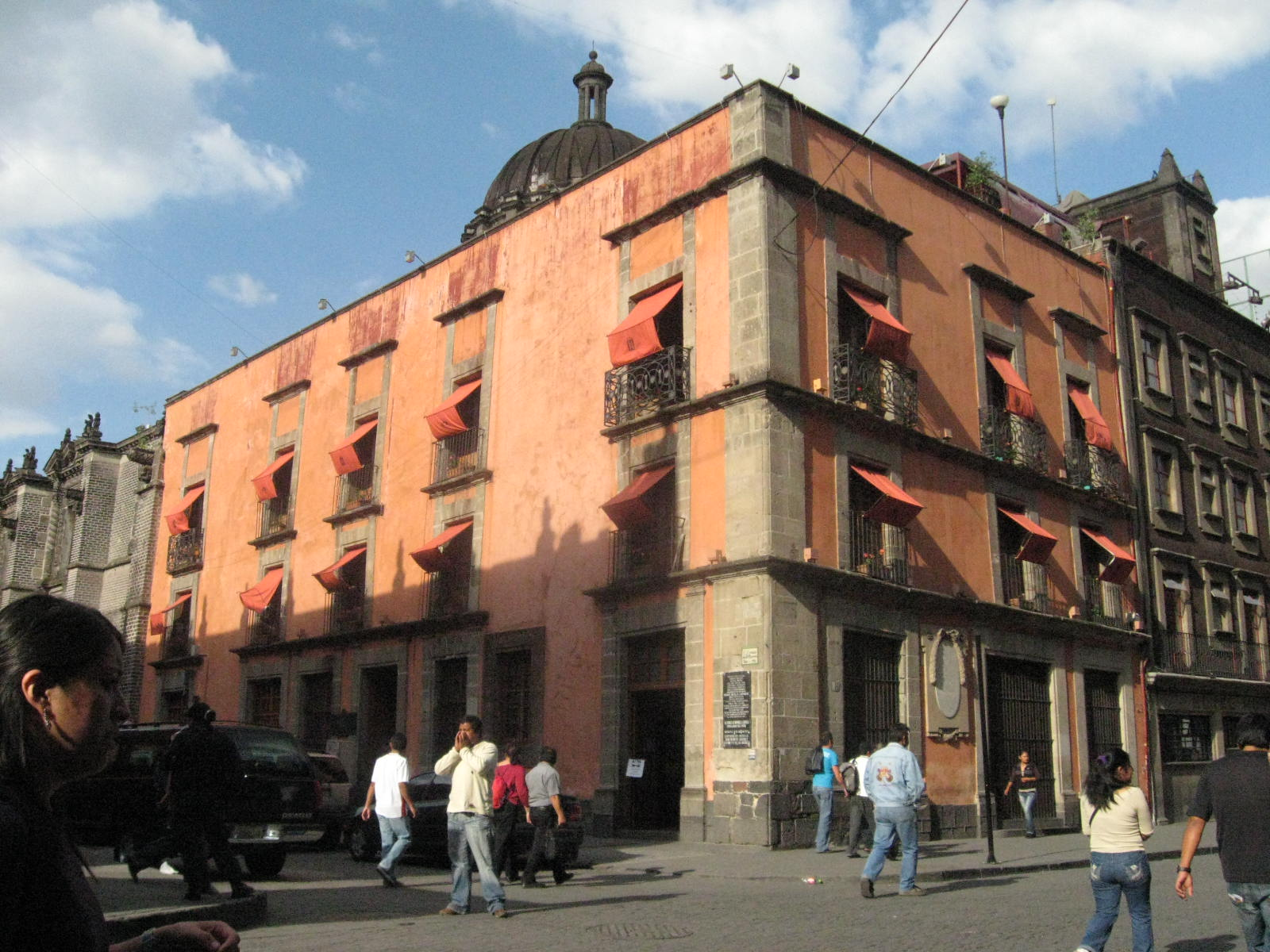
Casa della Prima Tipografia d’America a Città del Messico

A Città del Messico, Paoli fondò la prima tipografia del continente nella “Casa de Juan Cromberger”, situata all’angolo tra le attuali vie Moneda e Licenciado Primo Verdad. La sua prima opera documentata fu Breve y más compendiosa doctrina Christiana en lengua Mexicana y Castellana, un catechismo scritto dal vescovo Juan de Zumárraga, completato il 12 giugno 1539. Questo libro è considerato il primo stampato nelle Americhe di cui si abbia notizia certa.
Dopo la morte di Cromberger nel 1540, Paoli rilevò gradualmente il controllo della tipografia. A partire dal 1548, poté firmare le sue pubblicazioni con il proprio nome, segno che aveva acquisito la proprietà dell’impresa. Tra il 1539 e la sua morte, stampò almeno 37 opere, principalmente testi religiosi e giuridici, ma anche libri scientifici come il Sumario Compendioso di Juan Díez (1556), il primo testo matematico pubblicato nelle Americhe.

### Vita personale e eredità
Paoli sposò Gerónima Gutiérrez, probabilmente di origine andalusa, che lo accompagnò in Messico. Dopo la sua morte, avvenuta nell’agosto 1560 o 1561, il privilegio di stampa passò alla vedova. La loro figlia, María de Figueroa, sposò Pedro Ocharte nel 1561 o 1562, e la coppia rilevò la tipografia nel 1563, continuandone l’attività.
L’edificio della prima tipografia, noto come Casa de la Primera Imprenta de América, è oggi un centro educativo dell’Università Autonoma Metropolitana (UAM) e ospita un museo del libro aperto nel 2008.

## Riconoscimenti
Giovanni Paoli è ricordato come una figura chiave nella storia della stampa e della cultura coloniale. La sua origine italiana è stata sottolineata da studiosi come Ennio Sandal, che ne ha evidenziato il contributo al trasferimento della tecnologia tipografica europea nelle Americhe. Tuttavia, in Italia il suo nome rimane meno noto rispetto alla sua importanza storica.

## Opere pubblicate

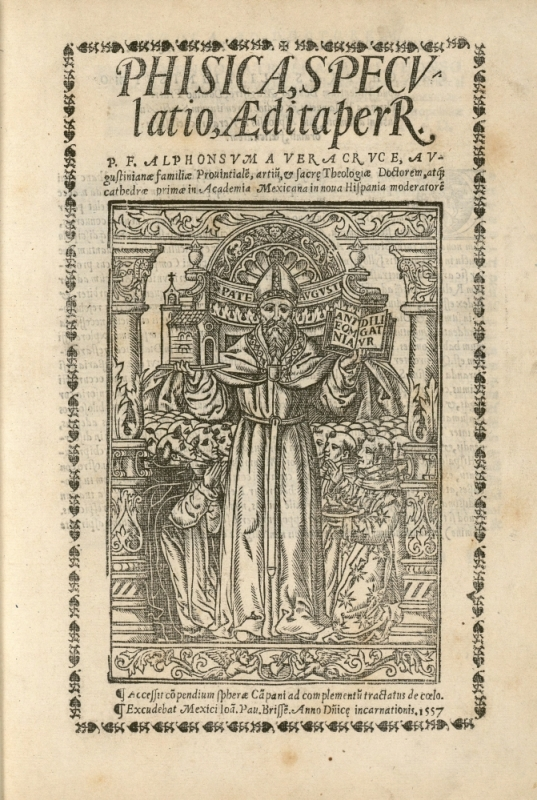
Pagina del titolo di Phisica speculatio, pubblicata nel 1557

- 1539: Breve y más compendiosa doctrina Christiana en lengua Mexicana y Castellana di Juan de Zumárraga, un testo in spagnolo e nahuatl (diverse edizioni).
- 1540: Manual de Adultos, un manuale per adulti.
- 1541: Relación del espantable terremoto, un resoconto del terremoto del 10 settembre 1541 che distrusse la Città del Guatemala.
- 1543: Doctrina breve muy provechosa di Juan de Zumárraga, destinata all’educazione dei bambini.
- 1544: Tripartite des Christianissimo y consolatorio doctor Juan Gerson, il primo libro messicano con illustrazioni xilografiche.
- 1544: Compedio breve (due edizioni).
- 1544: Doctrina christiana (diverse edizioni).
- 1546: Cancienore Spiritual, il primo libro che riporta il nome dello stampatore Juan Pablos invece di Juan Cromberger.
- 1547: Regle Christiana breve, una breve regola cristiana.
- 1547: Nuevo Vergel di Diego Bernal, un’opera religiosa.
- 1548: Ordenaças y copilacion de leyes, una raccolta di ordinanze e leggi.
- 1548: Doctrina Christiana en lengua Huasteca di Diego de Guevara, un catechismo in lingua huasteca.
- 1548: Nueva Espana. Legislacion di Antonio de Mendoza, una raccolta di leggi per la Nuova Spagna.
- 1549: Copilacion breve de un tratado que se llama Mistica theologia di San Bonaventura, un compendio di teologia mistica.
- 1550: Doctrina Christiana en lengua Mixteca di Benito Fernández, un catechismo in lingua mixteca (ristampato tre volte).
- 1554: Recognitio Summularum di Alonso de la Veracruz, il primo libro di filosofia greca aristotelica pubblicato nelle Americhe.
- 1554: Dialectica Resolutio cum textu Aristotelis di Alonso de la Veracruz, un trattato di dialettica aristotelica.
- 1554: Dialogi de Academia Mexicana di Francisco Cervantes de Salazar, dialoghi sull’Accademia Messicana.
- 1554: Vives di Francisco Cervantes de Salazar, un’opera educativa.
- 1555: Un vocabulario en la lengua Castellana y Mexicana di Alonso de Molina, un vocabolario spagnolo-nahuatl.
- 1556: Sumario Compendioso di Juan Díez, il primo libro scientifico non religioso pubblicato fuori dall’Europa.
- 1556: Costituciones del arzobiscopado y provincia de la muy insigne y muy leal ciudad de Tenuxtitlan Mexico de la Nueva Espana, costituzioni dell’arcivescovado di Città del Messico.
- 1556: Costituciones Fratruum Heremitarum sancti patris nostri Augustini Hiponensis episcopi et doctoris ecclesiae insieme all’Ordinarium sacri ordinis heremitaru di Diego de Vertauillo e alla Regula: l’Ordinario (80 pagine) fu il primo libro di musica stampato nelle Americhe.
- 1556: Speculum Conjugiorum di Alonso de la Veracruz, un trattato sul matrimonio.
- 1556: Catecismo y doctrina Christiana en idioma Utlateco di Francisco Marroquín, un catechismo in lingua utlateca.
- 1557: Phisica speculatio di Alonso de la Veracruz (erroneamente indicato come Phisica; corretto nella successiva edizione di Salamanca come dovrebbe essere in latino: Physica).
- 1559: Dialogo de doctrina cristiana, Vocabulario e Thesoro spiritual di Maturino Gilberti, tre opere in lingua di Michoacán.
- 1560: Manuale Sacramentorum, l’ultima opera pubblicata da Pablos, di 354 pagine.